# Лисы (фильм)
«Лисы» (англ. Foxes) — американская молодёжная драма 1980 года, снятая режиссёром Эдрианом Лайном. Фильм является его дебютной режиссёрской работой. В главных ролях снялись Джоди Фостер, Скотт Байо, Салли Келлерман, Рэнди Куэйд, а также бывшая вокалистка рок-группы The Runaways Шери Кэрри, для которой роль стала дебютной. Музыка для фильма была написана композитором Джорджо Мородером, также в нём прозвучала песня Донны Саммер «On the Radio».
Во время своего первоначального релиза в феврале 1980 года фильм не собрал много в прокате. Однако известный кинокритик Роджер Эберт положительно отозвался о нём, заявив что «Лисы» являются «прекрасной попыткой запечатлеть то, как сейчас на самом деле живут подростки в пригородах». Роль в фильме стала одной из последних крупных ролей для Джоди Фостер, перед тем как она взяла четырёхлетний перерыв для поступления в Йельский университет.

## Сюжет
Фильм повествует о жизни четырёх девушек-подростков в долине Сан-Фернандо конца 1970-х.
Даидри (Кэндис Строх) — «королева диско», флиртующая со всеми понравившимися ей парнями, отчего у неё постоянные проблемы с её бойфрендом. Мэйдж (Мэрилин Кэган) — страдающая излишним весом тихоня, которая комплексует и злится из-за того, что всё ещё девственница. Энни (Шери Кэрри) — трудный подросток, пьющая и употребляющая наркотики. Она часто сбегает от своего жестокого отца-полицейского. После того как она не вернулась домой ночевать и пришла под утро к своей подруге Джини, её отец пришёл в дом Джини и начал избивать Энни. Энни убегает из дома, и после недели, проведённой неизвестно где, подруги встречают её в криминальном районе, и Джини предлагает ей втайне от отца пожить у неё. Между тем у Джини также проблемы в семье: её мать, чтобы заглушить боль после развода, встречается с женатым мужчиной, а отец, с которым Джини мечтает жить, постоянно в разъездах, так как работает тур-менеджером у (реально существующей) рок-группы Angel. Подразумевается что её безответственная мать забеременела, также будучи подростком.
В попытках абстрагироваться от отчуждённости в семьях, девушки пытаются проводить всё своё время на тусовках и пьянках. Энни наименее ответственная из компании, часто находится в алкогольном или наркотическом опьянении. Джини же готова повзрослеть и пытается вести себя рационально, часто проявляя заботу об Энни и ставя под угрозу своё благополучие.
После того как Мэдж рассказывает Джини, что она девственница, она говорит, что втайне встречается со взрослым мужчиной по имени Джей. Удостоверившись в том, что их отношения серьёзны, она решает заняться с ним любовью. После этого она звонит Джини и обо всём рассказывает, сообщив также, что Джей улетает в Нью-Йорк, оставляет ей ключи от своего дома и разрешает приводить подруг. Девушки решают устроить закрытую вечеринку для себя и четырёх парней. Однако вскоре все узнают про вечеринку, и всё заканчивается дракой и погромом. Их забирают в полицию и сообщают родителям о случившемся. Отец Энни отправляет её в психиатрическую больницу, куда давно уже собирался её поместить.
Через некоторое время Джини, проводя время с Брэдом, безответно влюблённого в Энни, получает звонок от Энни, которая сообщила что сбежала из больницы и сейчас находится под кайфом в компании хулиганов. Джини и Брэд приезжают за ней, но хулиганы отталкивают и запугивают ребят. Брэд становится на свой скейт и сшибает главаря в витрину магазина, после чего они уезжают. Остановившись в безлюдном месте, Джини требует от Энни пересмотреть свою жизненную позицию и окончить школу, в противном случае она перестанет вытаскивать её из передряг. Увидев проезжающую патрульную машину Энни убегает и пешком пытается вернуться домой. Она садится в попутку к странно ведущим себя мужчине и женщине, которые выпивают на ходу. Водитель отвлекается на Энни, приставая к ней, и машина на полной скорости влетает в грузовик.
После смерти Энни союзу девушек приходит конец. Мэдж выходит замуж за Джея, Даидри также перестаёт вести себя ветрено, а Джини поступает в колледж и готовится к отъезду. После свадьбы Мэдж и Джея, Джини навещает могилу Энни и выкуривает сигарету. С улыбкой она задумывается о том, что Энни хотела быть похороненной без гроба под грушевым деревом, чтобы каждая её подруга могла попробовать грушу и сказать «Энни в этом году очень вкусна, правда?».

## Актёры
| Актёр           | Роль          |
| --------------- | ------------- |
| Джоди Фостер    | Джини         |
| Скотт Байо      | Брэд          |
| Рэнди Куэйд     | Джей          |
| Салли Келлерман | Мэри          |
| Шери Кэрри      | Энни          |
| Мэрилин Кэган   | Мэдж          |
| Кэндис Строх    | Даидри        |
| Лоис Смит       | миссис Аксмен |
| Лора Дерн       | Дебби         |
| Роберт Романус  | Скотт         |
| Адам Фэйт       | Брайан        |

## Релиз
Во время своего первоначального релиза фильм собрал меньше миллиона долларов.

## DVD и Blu-Ray
5 августа 2003 года «Лисы» был выпущен компанией Metro-Goldwyn-Mayer на DVD для первого региона.
На Home Theater Forum (Blu-ray Forum) было объявлено, что фильм готовится к выпуску на Blu-ray. Ориентировочная дата релиза 13 января 2015 года.

## Награды

### Номинации
- Young Artist Awards

Номинация: Лучшая молодая актриса, сыгравшая в художественном фильме, — Джоди Фостер